# كيث جوبلينغ
كيث جوبلينج (بالإنجليزية: Keith Jobling)‏ (26 مارس 1934 - 21 سبتمبر 2020)، هو لاعب كرة قدم إنجليزي محترف ولد في مدينة غريمسبي وخاض 450 مباراة في دوري كرة القدم كنصف مركزي لمدينة غريمسبي .   حتى تجاوزه جون ماكديرموت في عام 2000 ، كان جوبلينج صاحب الرقم القياسي لمظهر جريمسبي تاون.  بعد مغادرة غريمسبي ، انضم إلى فريق بوسطن يونايتد ، أولاً كلاعب ثم خلفاً لجيم سميث كمدير.